# Boulevard Anatole-de-La-Forge
Ne doit pas être confondu avec Rue Anatole-de-La-Forge.
Le boulevard Anatole-de-La-Forge est une voie marseillaise située dans le 14e arrondissement de Marseille. 

## Situation et accès
Elle démarre à l’intersection avec l’avenue Alexandre-Ansaldi (devenue Avenue de la Marche pour l’égalité et contre le racisme), l’avenue Raimu et l’avenue du Parc-Montgolfier. Elle traverse de petites habitations du quartier de  Sainte-Marthe, longe les voies ferrées de la ligne de Lyon-Perrache à Marseille-Saint-Charles via Grenoble et se termine en passant en dessous, à l’intersection avec le chemin de Saint-Joseph à Sainte-Marthe et le boulevard Basile-Barrelier.

## Origine du nom
La rue doit son nom à Anatole de La Forge (1820-1892), journaliste et homme politique français. 

## Historique
Le nom est choisi par délibération du Conseil municipal du 27 mai 1910. Elle s’appelait auparavant « chemin de Sainte-Marthe au Merlan ».

## Bâtiments remarquables et lieux de mémoire
- Au numéro 50 se trouve la savonnerie le Sérail[2].
- Au croisement avec le chemin des Bessons se trouve la gare de Sainte-Marthe-en-Provence, accessible par un petit passage sous les voies